# Bjærgningskøretøj
Et bjærgningskøretøj er et erhvervskøretøj, som anvendes til at bjærge og slæbe andre køretøjer. Køretøjet er bygget på et lastbilchassis.

## Adskillelse mellem begreber
Ulovligt parkerede, havarerede eller defekte køretøjer bjærges normalt ved hjælp af line eller kran og hæves fortil eller bagtil ved hjælp af kran eller hjullift.
Ordet bruges også om køretøjer, som kan transportere et andet køretøj på et lad.
Bjærgningskøretøjer, som også er udstyret med kran eller hjullift, kaldes også specialbjærgningskøretøjer. Et køretøj med lad kaldes også et fejeblad.

## Fremgangsmåde
Bjærgningen forberedes ved, at de til sikring af stabiliteten nødvendige støtter køres ud fra bjærgningskøretøjet. Herefter trækkes køretøjet, som skal bjærges, op på bjærgningskøretøjet ved hjælp af et spil, og når køretøjet er kommet op på ladet, spændes det fast på alle fire hjul ved hjælp af stålkæder. Under denne proces er forbikørsel for andre køretøjer forhindret, til køretøjet befinder sig på bjærgningskøretøjets lasteflade og dermed ikke længere rører kørebanen.

## Historisk
Begrebet blev opfundet i et tidsrum, hvor der primært blev benyttet kranbiler til bjærgning, mens der i dag som oftest bruges fejeblade.